# Rhaphidorrhynchium pervilleanum
Rhaphidorrhynchium pervilleanum là một loài rêu trong họ Sematophyllaceae. Loài này được (Schimp.) Broth. mô tả khoa học đầu tiên năm 1925.